# Manuel van Loggem

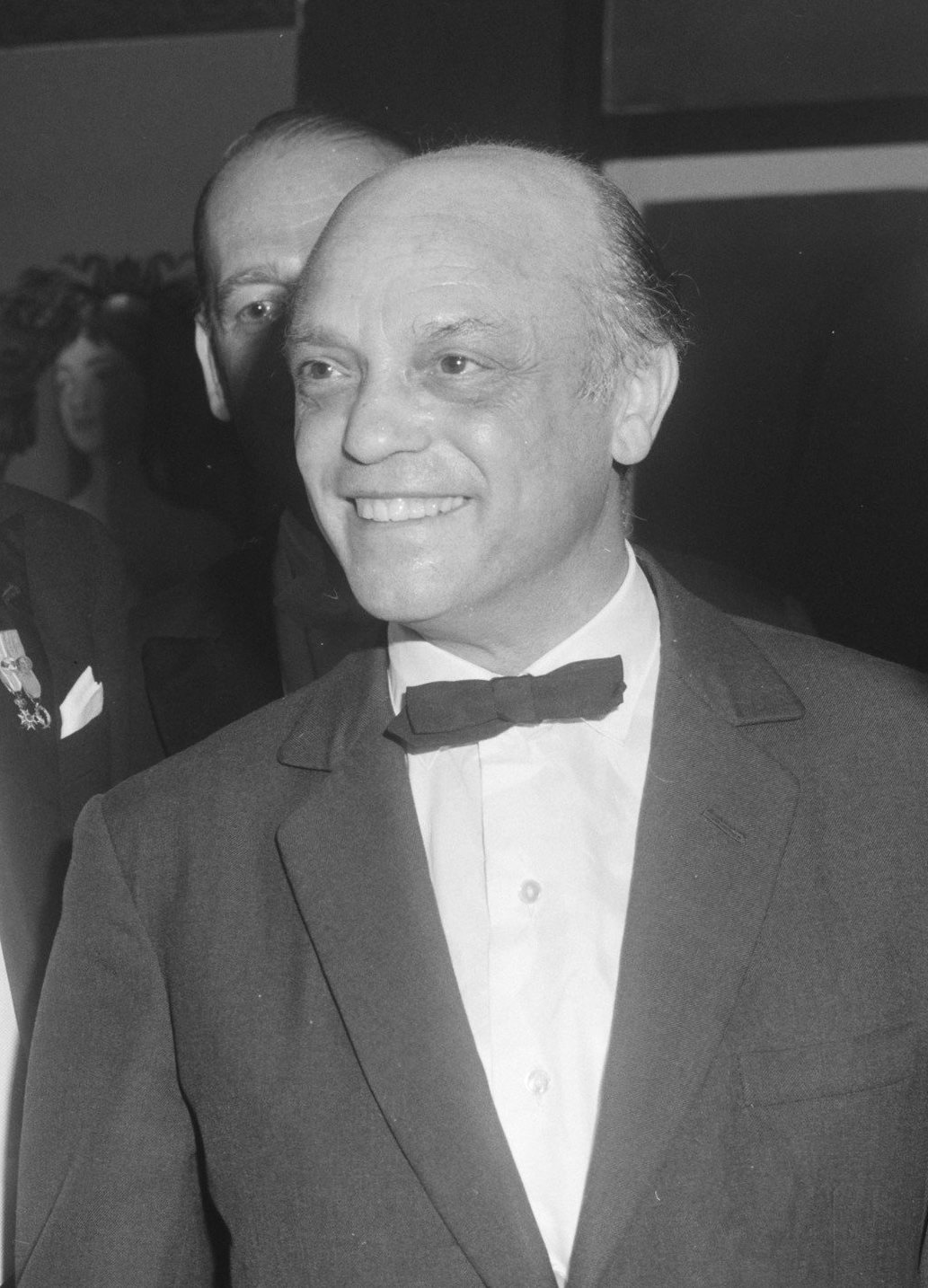
Manuel van Loggem (1965)

Manuel van Loggem (geboren am 8. März 1916 in Amsterdam; gestorben am 8. April 1998 ebenda) war ein niederländischer Schriftsteller. Er verfasste Romane, Kurzgeschichten, Theaterstücke und Drehbücher für Fernsehfilme und Hörspiele.
Loggem studierte Literaturwissenschaft und Psychologie und arbeitete als Psychotherapeut. Von 1971 bis 1975 gab er das Science-Fiction-Magazin Morgen heraus. Außerdem ist er Herausgeber mehrerer SF-Anthologien. Er gilt als bedeutender Autor der niederländischen Science-Fiction und Phantastik.

## Bibliografie
Romane
- Het kleine heelal (1946)
- De vrije musketiers : een jongensboek uit de bezettingstijd (Jugendbuch, 1947)
- Mozes, de wording van een volk (1947)
- De moord op het kerkhof (1951)
- Inleiding tot het toneel (1951)
- Buiten Zijn de Mensen (1954)
- De avonturen van Koen Scheepsbeschuit (Kinderbuch, 1959)
- Een zon op Hirosjima (1963)
- De stuwdam in de Iljoesj (1968)
- Goud en doodslag (1968)
- Een Jood uit Nazareth (1979)
- Moord na de maaltijd (1983)
  - Deutsch: Tod im Topf. Katzmarz & Fieberg, Bonn 1990, ISBN 3-926829-12-5.
- Paulus (1983)
- Moord in de Ashram (1984)
- De Lijnen van de Tijd (1985)
  - Deutsch: Die Linien der Zeit. Ullstein Science Fiction & Fantasy #31095, 1985, ISBN 3-548-31095-8.
- Letternijen (Aphorismen, 1990)

Stücke
- De Chinese fluitspeler (1947)
- Jeugdproces : toneelstuk in drie bedrijven (1963)
- Het liefdeleven der Priargen (1968)
- Maak de varkens af (1976)
- Achterberg : toneelspel in drie bedrijven (1988)
- De divan (1980)

Sammlungen
- De oertijd voor het venster (1966)
- Tijdperk der Zerken (1969)
- Paarpoppen (1974)

Kurzgeschichten
- Insecten in Plastic (1952)
- De Aap uit de Mouw (1966)
  - Deutsch: Katzenjammer. In: daedalos. Der vhk Story Reader für Phantastik Nr. 2, Juni 1995, ISSN 0947-6970.
- De Andere Talen (1966)
  - Deutsch: Die anderen Sprachen. In: Wolfgang Jeschke (Hrsg.): Das Gewand der Nessa. Heyne SF&F #4097, 1984, ISBN 3-453-31057-8.
- De Brief (1966)
- De Laatste Eer (1966)
- De Man in het Bed (1966)
- De Man met de Snor (1966)
- De Moord in de Kruiswijksteeg (1966)
- De Oertijd Voor het Venster (1966)
- De Pierewietertjes (1966)
- De Schemering (1966)
- De Spaken van het Wiel (1966)
- De Tweede Man (1966)
- Dode Klanken (1966)
- Een Hondeleven (1966)
- Het Leven een Droom (1966)
- Kom in Mijn Armen, Stella (1966)
- Koning der Joden (1966)
- Twee Rode Strepen (1966)
- De Stuwdam in de Iljoesj (1968)
- Het Liefdeleven der Priargen (1968)
  - Deutsch: Das Liebesleben der Priargen. Eine Geschichte um Wissenschaft und Eitelkeit und die Erotik eines alten Volkes. Katzmarz, Bonn 1994, ISBN 3-926829-23-0.
- Bij de Willies (1969)
- De Goden Zijn Dood (1969)
- De Karper en de Radio (1969)
- Deze Plaats Komt Me Bekend Voor (1969)
- Een Professor in Helsinki (1969)
- Het Hazenpad (1969)
  - Deutsch: Das Hasenpanier. In: Wolfgang Jeschke (Hrsg.): Das digitale Dachau. Heyne SF&F #4161, 1985, ISBN 3-453-31116-7.
- Het Tijdperk der Zerken (1969)
- Jessie is Weg (1969)
- Laat Mijn Volk Gaan (1969)
- Onvoltooide Brief van een Pasgetrouwde Vrouw aan Haar Zuster (1969)
- Op de Schouders (1969)
- Popkunst (1969)
- Mag Ik U Voorgaan? (1971)
- Sfan (1971)
  - Deutsch: Sfan. In: Wolfgang Jeschke (Hrsg.): Heyne Science Fiction Magazin, #7. Heyne SF&F #3989, 1983, ISBN 3-453-30924-3.
- Het Laatste Paradijs (1972, als Johan Breedveld)
- Het Super-Muziek-Geluidsfestival (1972, als Johan Breedveld)
- Paarpoppen (1972, auch als Mark Vrees)
  - Deutsch: Die Sexpuppen. In: Ronald M. Hahn (Hrsg.): Die Tage sind gezählt. Heyne SF&F #3694, 1980, ISBN 3-453-30614-7.
- Creatief Spel (1974)
  - Deutsch: Schöpferisches Spiel. In: Wolfgang Jeschke (Hrsg.): Science Fiction Story Reader 19. Heyne SF&F #3944, 1983, ISBN 3-453-30872-7.
- De Hersenkwellers (1974)
- De Tijden zijn Vervuld (1974)
- De Volgende Soort (1974)
- De Weg naar Omhoog Staat Open (1974)
- Fraaiparen (1974)
  - Deutsch: Stammväter, Brutmütter. In: Michael Kubiak (Hrsg.): Höhenflüge. Bastei Lübbe Science Fiction Bestseller #22044, 1982, ISBN 3-404-22044-7.
- Popfestival (1974)
  - Deutsch: Popfestival. In: daedalos. Der vhk Story Reader für Phantastik Nr. 4, Februar 1996, ISSN 0947-6970.
- Tastvisie (1974)
  - Deutsch: Greifsehen. In: Wolfgang Jeschke (Hrsg.): Die sechs Finger der Zeit. Lichtenberg (Science Fiction für Kenner #13), 1971, ISBN 3-7852-2013-8.
- Wij Ruilen Alles (1974)
- Het Huis Aan de Haven (1975)
- The Call of the Wild (1976)
- Horen Jullie Me? (1977, auch als Een Geur van Hoger Honing, 1982)
- De Tweede Man: Een T.V.-Spel (1978)
- Kom Terug, Andreas (1979)
- Woef (1982)
- Psychopolis (1984)
- De Grote Keizer (1986)

Anthologien (als Herausgeber)
- Verbinding met Morgen (1957)
- De Verschrikkelijke Buiksprekerspop (1966)
- Het Toekomend Jaar 3000 (1976)
- De Nieuwe Morgen: Fantastische Vertellingen en Toekomstverhalen uit Nederland en Vlaanderen (1982)
- New Worlds from the Lowlands: Fantasy and Science Fiction of Dutch and Flemish Writers (1982)

Sachliteratur
- De psychologie van het drama (1960)
- Oorsprong en noodzaak. Het werk van Gerrit Achterberg (1950)
- Gids voor Egypte (1981)
- Handschrift en karakter (1987)